# Kënga Magjike
Kënga Magjike (Pieśń magiczna) – albański festiwal muzyczny organizowany corocznie w listopadzie w Tiranie. 

## Historia
Inicjatorem powstania festiwalu konkurencyjnego wobec odbywającego się wcześniej Festivali i Këngës był Ardit Gjebrea. Nowa impreza muzyczna miała zaprezentować bardziej zróżnicowaną muzykę, w tym także artystów związanych ze sceną alternatywną. Festiwal odbywa się od 1999, a od siódmej edycji w 2005 w nowym formacie. Piosenki startujące w konkursie są emitowane miesiąc przed półfinałem imprezy, a wyboru dokonują słuchacze. Wyłonione w ten sposób utwory podlegają ocenie jury.
Festiwal odbywa się w stołecznym Pałacu Kongresów (Pallati i Kongreseve). W pierwszej edycji Festiwalu zaprezentowano 17 utworów, a zwyciężyła Elsa Lila utworem "Vetem Nje Fjale". Trzykrotną tryumfatorką festiwalu jest Aurela Gaçe (zwyciężyła w latach 2007, 2014, 2015). Dwukrotnym zwycięstwem w festiwalu może poszczycić się Irma Libohova, która wraz z siostrą Erandą zwyciężyła w drugiej edycji, a następnie już samodzielnie w szóstej edycji.
W 2020 nie odbyła się kolejna edycja Festiwalu z uwagi na epidemię koronawirusa COVID-19.

## Zwycięzcy Kënga Magjike
| Rok  | Artysta                         | Piosenka                    | Kompozytor         | Tekst           |
| ---- | ------------------------------- | --------------------------- | ------------------ | --------------- |
| 1999 | Elsa Lila                       | Vetëm një fjalë             | Alfred Kaçinari    | Jorgo Papingji  |
| 2000 | Irma Libohova & Eranda Libohova | Një mijë ëndrra             | Kristi             | Irma Libohova   |
| 2001 | Rovena Dilo & Pirro Çako        | Për një çast më ndali zemra | Pirro Çako         | Timo Flloko     |
| 2002 | Mira Konçi                      | E pathëna fjalë             | Shpëtim Saraçi     | Pandi Laço      |
| 2003 | Ema Bytyçi                      | Ku je ti                    | Adrian Hila        | Adrian Hila     |
| 2004 | Irma Libohova                   | Prapë tek ti do të vij      | Irma Libohova      | Florian Kondi   |
| 2005 | Gentiana Ismajli                | Nuk dua tjetër              | Adrian Hila        | Adrian Hila     |
| 2006 | Armend Rexhepagiqi              | Kur dashuria vdes           | Armend Rexhepagiqi | Aida Baraku     |
| 2007 | Aurela Gaçe                     | Hape veten                  | Florian Mumajesi   | Timo Flloko     |
| 2008 | Jonida Maliqi                   | Njëri nga ata               | Kaliopi            | Aida Baraku     |
| 2009 | Eliza Hoxha & Rosela Gjylbegu   | Rruga e zemrës              | Darko Dimitrow     | Eliza Hoxha     |
| 2010 | Juliana Pasha & Luiz Ejlli      | Sa e shite zemren?          | Pirro Çako         | Pirro Çako      |
| 2011 | Redon Makashi                   | Më lër të Fle               | Redon Makashi      | Redon Makashi   |
| 2012 | Alban Skënderaj                 | Rrefuzoj                    | Alban Skënderaj    | Alban Skënderaj |
| 2013 | Besa                            | Tatuazh në zemër            | Darko Dimitrow     | Alban Skënderaj |
| 2014 | Aurela Gaçe & Young Zerka       | Pa kontroll                 | Adrian Hila        | Adrian Hila     |
| 2015 | Aurela Gaçe                     | Akoma jo                    | Adrian Hila        | Adrian Hila     |
| 2016 | Rozana Radi                     | Ma thuaj ti                 | Elgit Doda         | Rozana Radi     |
| 2017 | Anxhela Peristeri               | E çmendur                   | Kledi Bahiti       | Olti Curri      |
| 2018 | Flori Mumajesi                  | Plas                        | Flori Mumajesi     | Flori Mumajesi  |
| 2019 | Eneda Tarifa                    | Ma Zgjat Dorën              | Flori Mumajesi     | Flori Mumajesi  |
| 2021 | Alban Ramosaj                   | Thikat e mia                | Alban Ramosaj      | Bruno           |